# Fiat 12 HP
La Fiat 12 HP, anche detta "Fiat 12/16 HP", è un'autovettura costruita dalla FIAT dal 1901 al 1902. Fu progettata dall'ing. Giovanni Enrico, fresco direttore tecnico della casa torinese, in sostituzione dell'ing. Aristide Faccioli.

## La vettura
Con questa automobile la FIAT sperimentò lo schema della trazione posteriore con il motore posizionato anteriormente. Si tratta di un propulsore a quattro cilindri in linea, del tipo biblocco, ovvero formato con l'unione di due entità bicilindriche distinte. La cilindrata è di 3770 cm³. Il cambio era a tre velocità.
Fabbricata in 106 esemplari, assemblati a Torino negli stabilimenti di Corso Dante, fu la prima Fiat esportata. Al momento della presentazione, il prezzo era di ₤ 12.000. Un esemplare venne acquistato dalla Bella Otero che lo utilizzava per seguire le partite di caccia alla volpe nelle campagne romane, durante il suo soggiorno in Italia del 1902.
Alla fine del 1901 fu presentata una versione equipaggiata con un nuovo motore a quattro cilindri che aveva l'alesaggio di 115 mm e la corsa di 180 mm. Aveva una cilindrata di 7475 cm³ e sviluppava una potenza di 28 bhp che permetteva alla vettura di raggiungere i 90 km/h di velocità massima.

## La "12 HP Corsa"
La vettura ebbe anche una versione da competizione, la Fiat 12 HP Corsa, con lo stesso motore, ma alleggerita dall'assenza dei sedili posteriori. La velocità massima era di 78 km/h. Questa automobile pose fine al dominio della Panhard nelle corse europee. Vinse infatti la Villanova-Bologna (302 km) alla velocità media di 35,094 km/h.

## Dati tecnici
| Caratteristiche tecniche - Fiat 12/16 HP del 1901                                                                                               | Caratteristiche tecniche - Fiat 12/16 HP del 1901                                                                                               | Caratteristiche tecniche - Fiat 12/16 HP del 1901                                                                                               | Caratteristiche tecniche - Fiat 12/16 HP del 1901                              | Caratteristiche tecniche - Fiat 12/16 HP del 1901                              | Caratteristiche tecniche - Fiat 12/16 HP del 1901                              |
| --- | --- | --- | ------------------------------------------------------------------------------ | ------------------------------------------------------------------------------ | ------------------------------------------------------------------------------ |
| | | |                                                                                |                                                                                |                                                                                |
| Configurazione | | |                                                                                |                                                                                |                                                                                |
| Carrozzeria: | Carrozzeria: | Posizione motore: anteriore longitudinale | Posizione motore: anteriore longitudinale                                      | Trazione: posteriore                                                           | Trazione: posteriore                                                           |
| Masse | a vuoto: 800 kg / in ordine di marcia: 1.210 kg                                                                                                 | a vuoto: 800 kg / in ordine di marcia: 1.210 kg                                                                                                 | a vuoto: 800 kg / in ordine di marcia: 1.210 kg                                | a vuoto: 800 kg / in ordine di marcia: 1.210 kg                                | a vuoto: 800 kg / in ordine di marcia: 1.210 kg                                |
| Meccanica | | |                                                                                |                                                                                |                                                                                |
| Tipo motore: biblocco, 4 cilindri in linea, ciclo Otto, corsa lunga                                                                             | Tipo motore: biblocco, 4 cilindri in linea, ciclo Otto, corsa lunga                                                                             | Tipo motore: biblocco, 4 cilindri in linea, ciclo Otto, corsa lunga                                                                             | Cilindrata: (Alesaggio x corsa = 100 x 120 mm); 3.768 cm³                      | Cilindrata: (Alesaggio x corsa = 100 x 120 mm); 3.768 cm³                      | Cilindrata: (Alesaggio x corsa = 100 x 120 mm); 3.768 cm³                      |
| Distribuzione: a 2 valvole per cilindro, di aspirazione automatiche in testa e di scarico comandate laterali, con albero a cammes nel basamento | Distribuzione: a 2 valvole per cilindro, di aspirazione automatiche in testa e di scarico comandate laterali, con albero a cammes nel basamento | Distribuzione: a 2 valvole per cilindro, di aspirazione automatiche in testa e di scarico comandate laterali, con albero a cammes nel basamento | Alimentazione:                                                                 | Alimentazione:                                                                 | Alimentazione:                                                                 |
| Prestazioni motore | Potenza: 20 CV a 1.200 giri/min | Potenza: 20 CV a 1.200 giri/min | Potenza: 20 CV a 1.200 giri/min                                                | Potenza: 20 CV a 1.200 giri/min                                                | Potenza: 20 CV a 1.200 giri/min                                                |
| Frizione: conica con guarnizioni in cuoio | Frizione: conica con guarnizioni in cuoio | Frizione: conica con guarnizioni in cuoio | Cambio: train baladeur a 3 rapporti + RM                                       | Cambio: train baladeur a 3 rapporti + RM                                       | Cambio: train baladeur a 3 rapporti + RM                                       |
| Telaio | | |                                                                                |                                                                                |                                                                                |
| Corpo vettura | autotelaio a pianale portante con carrozzeria in legno e metallo                                                                                | autotelaio a pianale portante con carrozzeria in legno e metallo                                                                                | autotelaio a pianale portante con carrozzeria in legno e metallo               | autotelaio a pianale portante con carrozzeria in legno e metallo               | autotelaio a pianale portante con carrozzeria in legno e metallo               |
| Sospensioni | anteriori: assale rigido con balestre / posteriori: assale rigido con balestre                                                                  | anteriori: assale rigido con balestre / posteriori: assale rigido con balestre                                                                  | anteriori: assale rigido con balestre / posteriori: assale rigido con balestre | anteriori: assale rigido con balestre / posteriori: assale rigido con balestre | anteriori: assale rigido con balestre / posteriori: assale rigido con balestre |
| Pneumatici | anteriori 660x65, posteriori 700x65, montati su ruote a razze in legno                                                                          | anteriori 660x65, posteriori 700x65, montati su ruote a razze in legno                                                                          | anteriori 660x65, posteriori 700x65, montati su ruote a razze in legno         | anteriori 660x65, posteriori 700x65, montati su ruote a razze in legno         | anteriori 660x65, posteriori 700x65, montati su ruote a razze in legno         |
| Prestazioni dichiarate | | |                                                                                |                                                                                |                                                                                |
| Velocità: 70 km/h | Velocità: 70 km/h | Velocità: 70 km/h | Accelerazione:                                                                 | Accelerazione:                                                                 | Accelerazione:                                                                 |
| Consumi | medio 20 lt/100 km | medio 20 lt/100 km | medio 20 lt/100 km                                                             | medio 20 lt/100 km                                                             | medio 20 lt/100 km                                                             |

## Galleria d'immagini

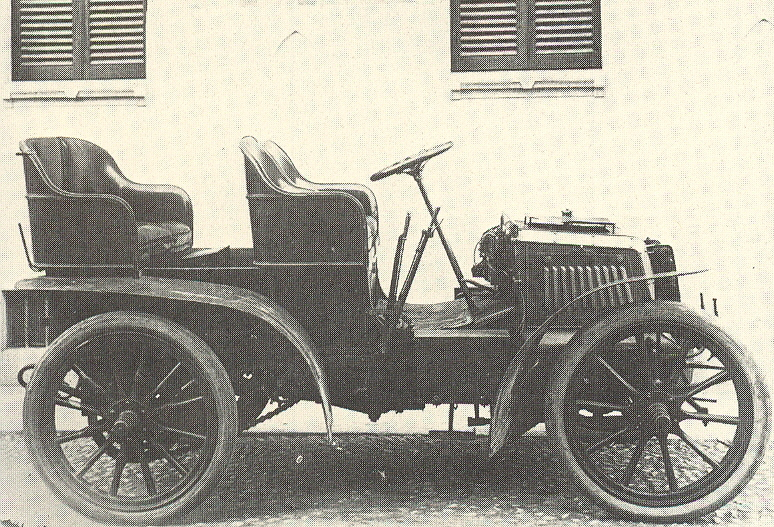
Una Fiat 12 HP del 1901.
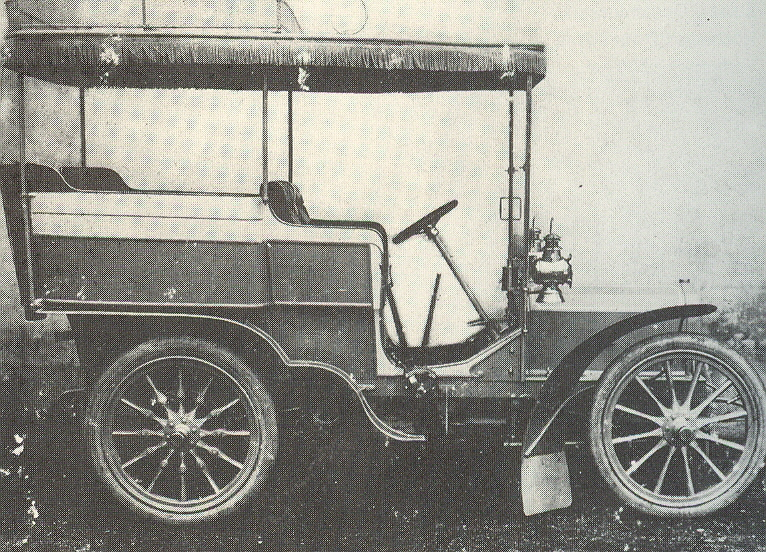
Una Fiat 12 HP del 1901.